# Fiat 500X
Fiat 500X (укр. Фіат 500 ікс) — компактний кросовер італійської компанії Fiat.

## Опис

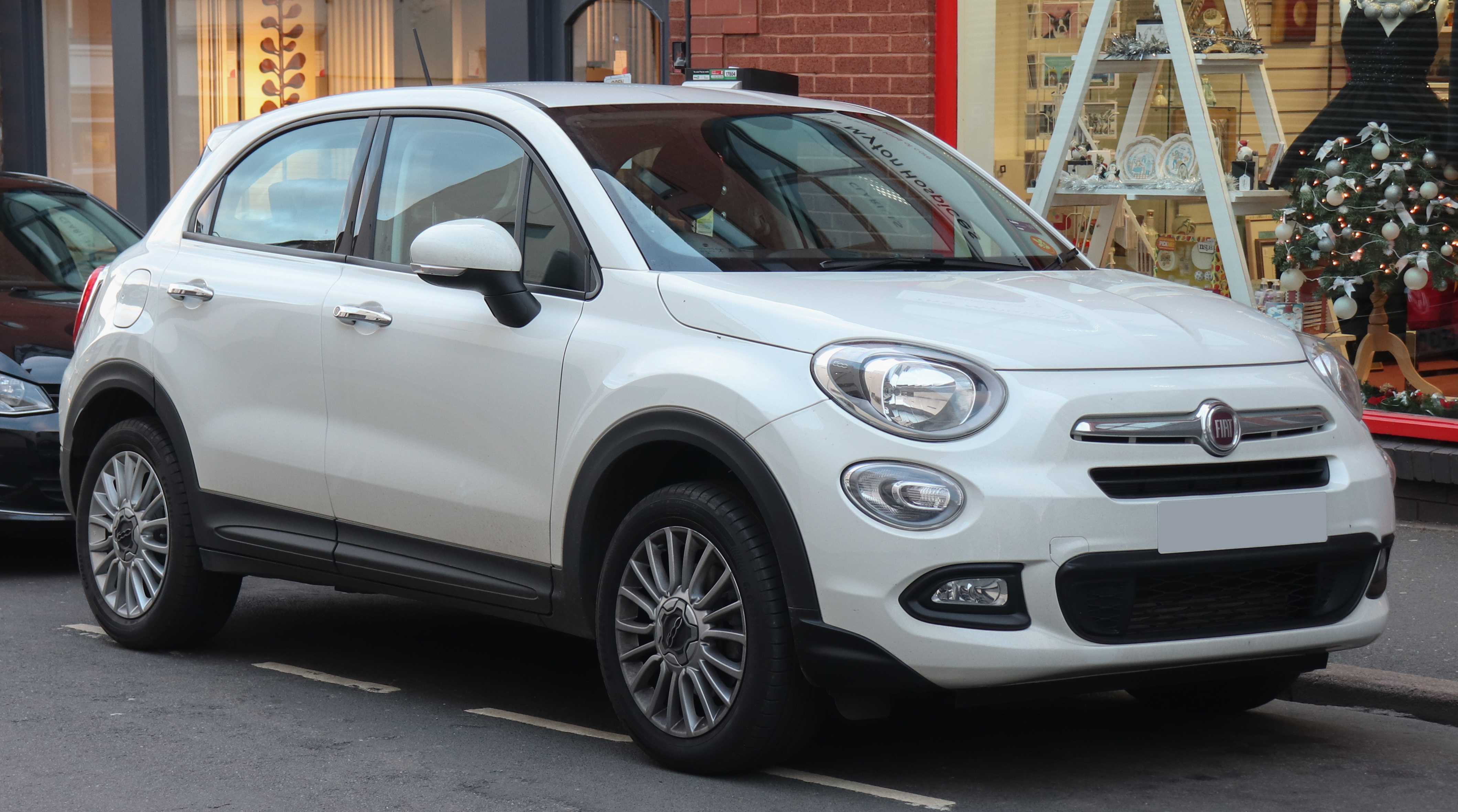
Fiat 500X city

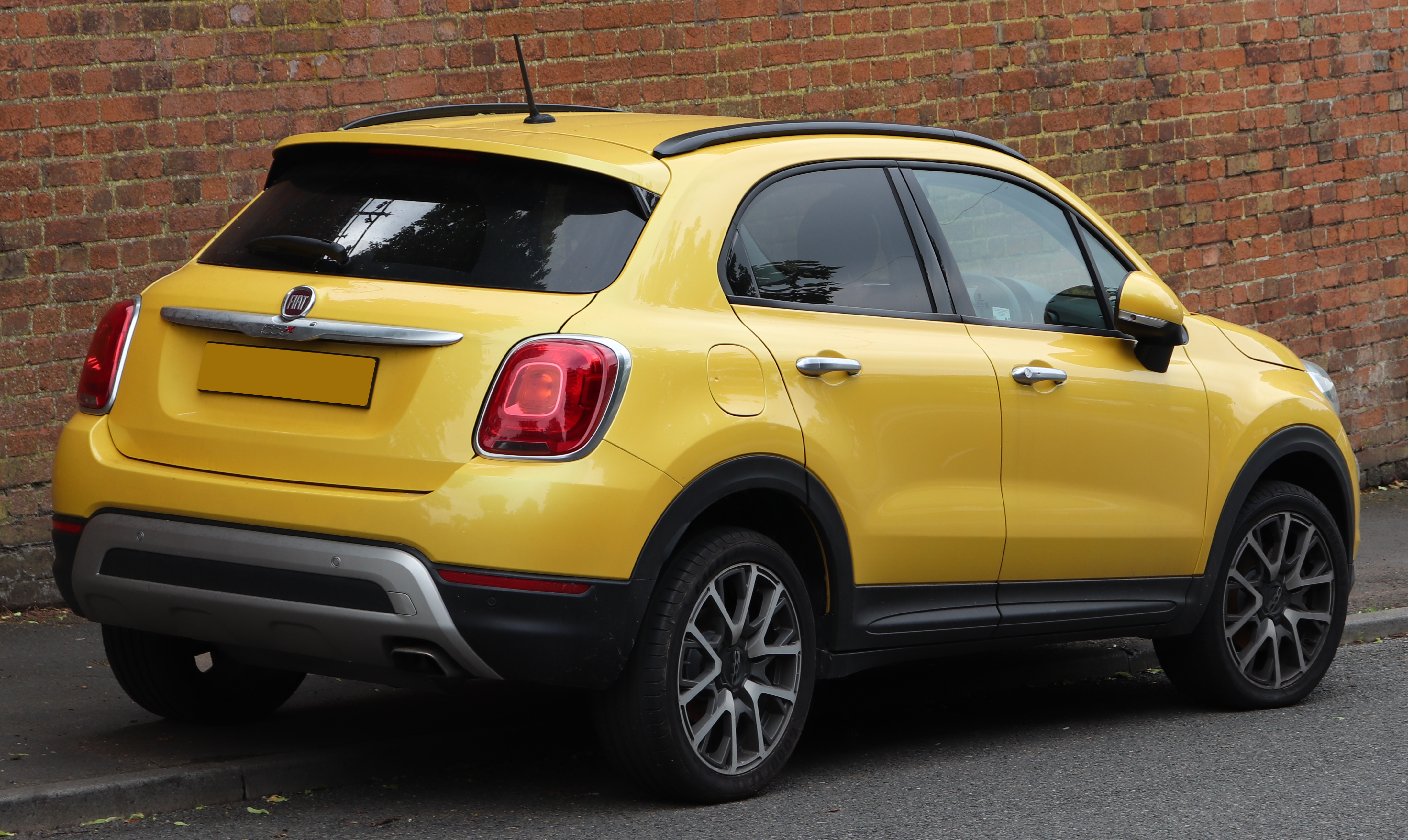
Fiat 500X city

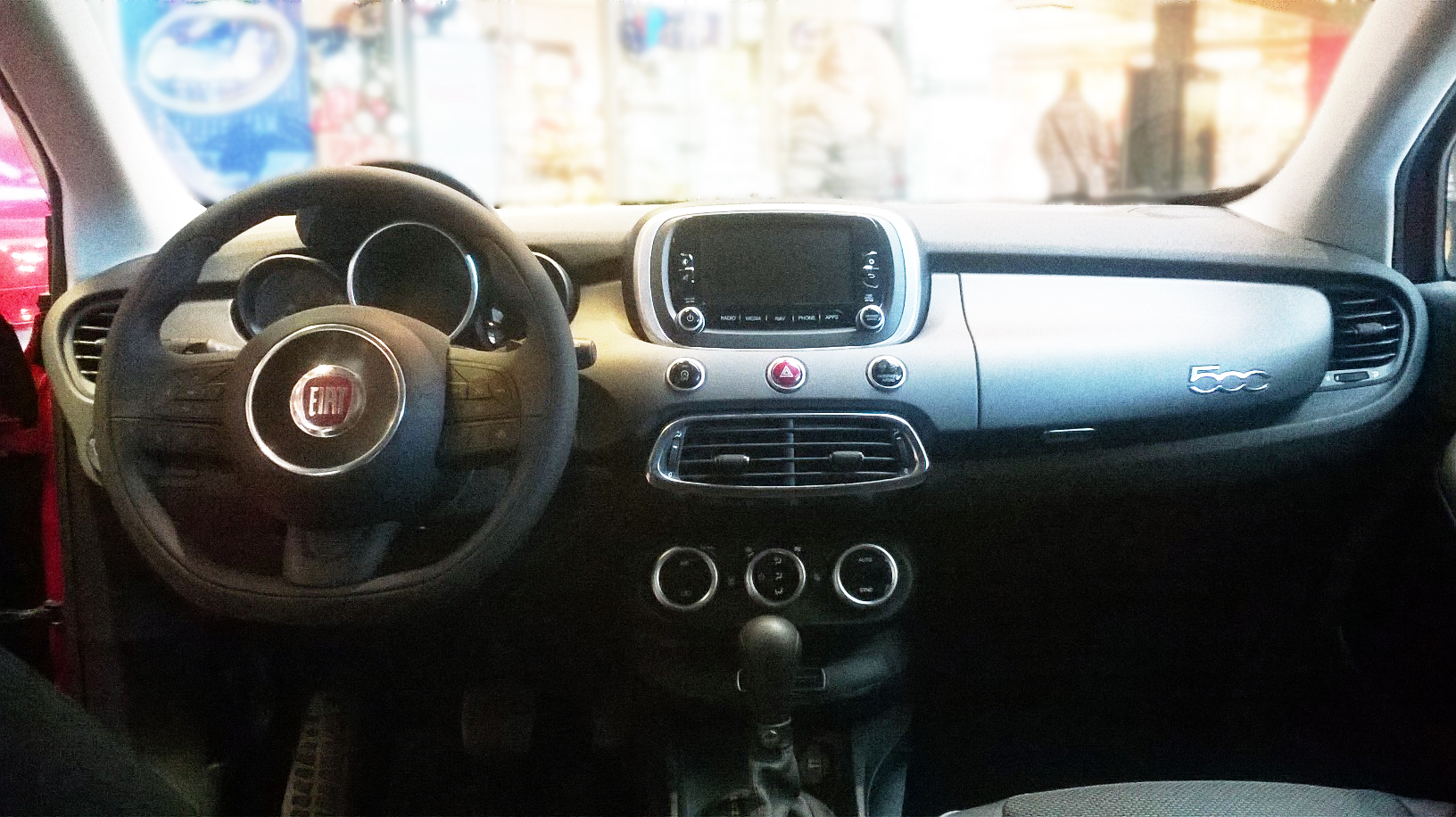
Салон Fiat 500X

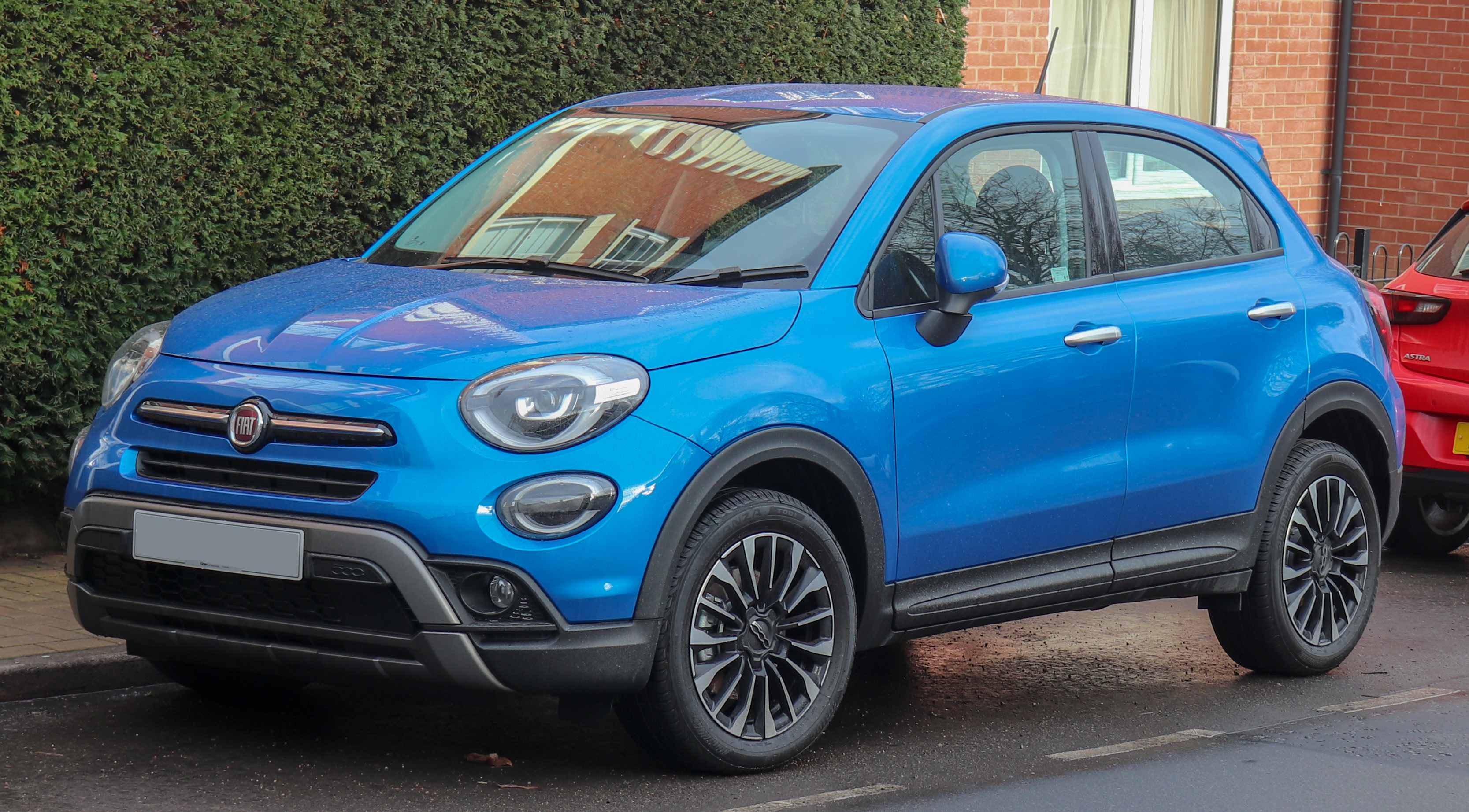
Fiat 500X (2018)

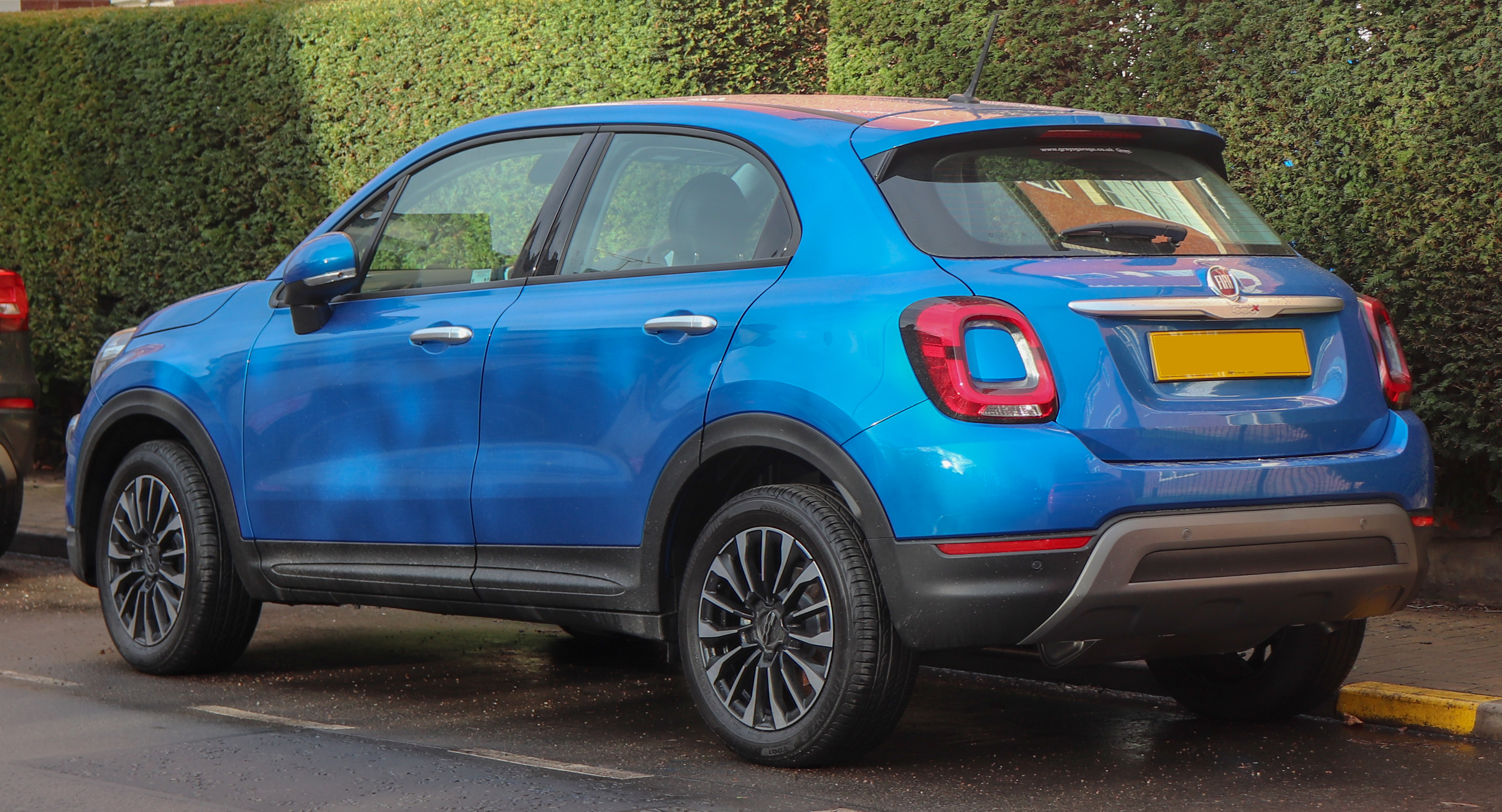
Fiat 500X (2018)

Світова прем'єра серійного автомобіля відбулася на автосалоні в Парижі 2014 року. Стилістично 500X нагадує Fiat 500L. В модельному ряді автомобіль замінить модель Sedici.
Кросовер Fiat 500X побудований на платформі GM Fiat Small Wide 4x4, як і позашляховик Jeep Renegade. Автомобіль пропонується як з переднім, так і з повним приводом, в двох версіях виконання off-road і city. Збірку моделі в місті Мельфі (Італія) налагодять вже 2014 року. Планований щорічний обсяг випуску становить 130 000 штук.

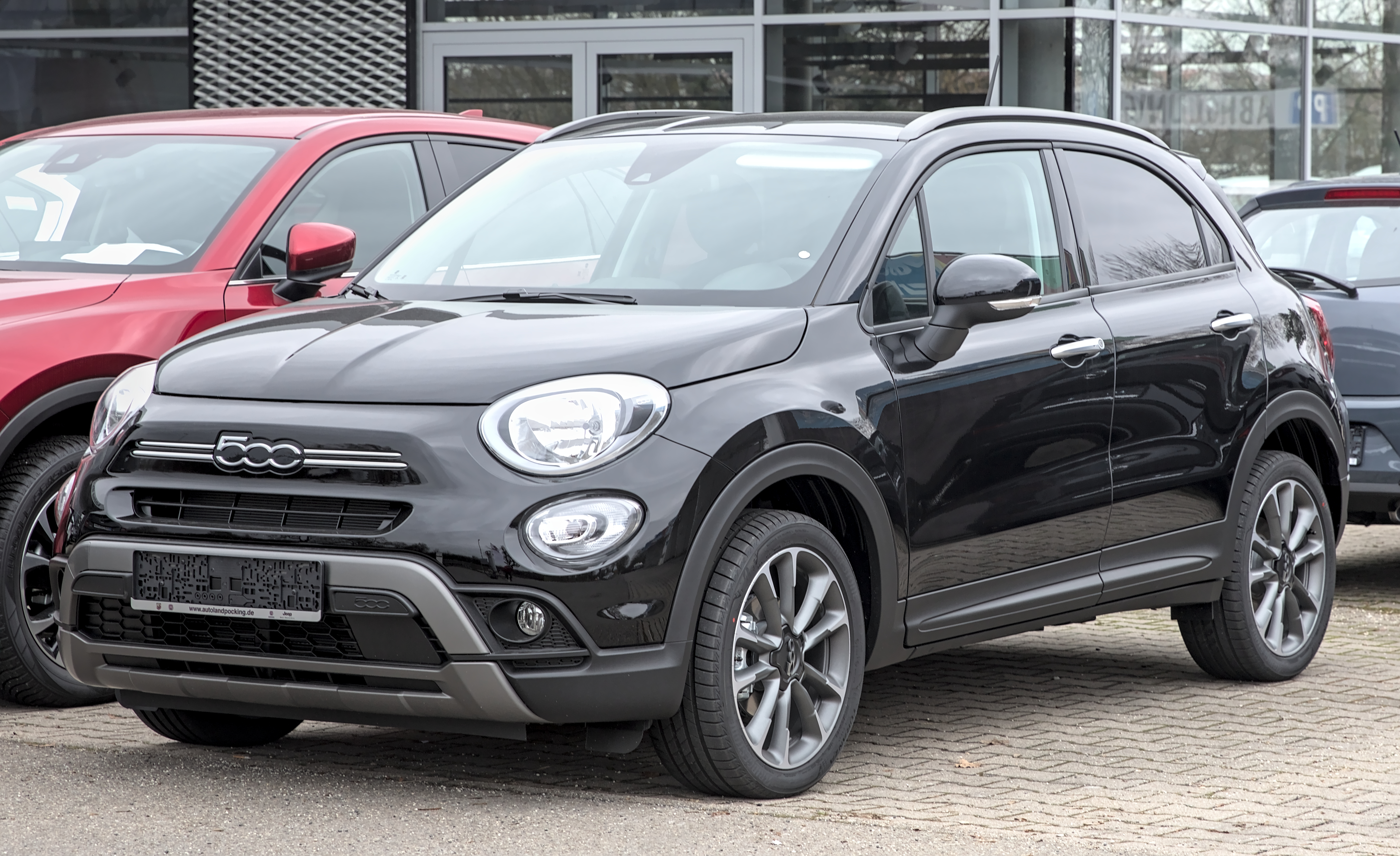
Fiat 500X (2022)

На момент старту продажів в Європі кросовер можна буде замовити з 140-сильним бензиновим двигуном 1.4 Turbo MultiAir II (передній привід, 6-ступінчаста МКПП або «робот» на шість передач з двома зчепленнями), 120-сильним дизелем 1.6 MultiJet II (теж монопривод і «механіка») і з 140-сильним дизелем 2.0 MultiJet II (9-ступенева АКПП і повний привід). Пізніше додадуться 110-сильний бензиновий двигун 1.6 E-Torq (ручна коробка c п'ятьма передачами і передній привід), 170-сильний варіант 1.4 Turbo MultiAir II і 184-сильний агрегат 2.4 Tigershark (обидва останні - з дев'ятиступеневим «автоматом» і повним приводом), дизель 1.3 MultiJet II (95 к.с., п'ятиступінчаста «механіка», передній привід) і варіант з вже згаданим 140-сильним 2.0 MultiJet II, але з шестиступінчастою «механікою» і повним приводом.
Багажний відсік в похідному положенні вмістить 245 літрів (до полички), а при складених спинках другого ряду — 910 літрів.
В 2018 році модель оновили, змінивши передню оптику і оснащення.

## Комплектації та обладнання
У дилерській мережі зустрічаються дві конфігурації автомобіля. Версія City Look призначена для впевненого руху у «міських джунглях», а версія Off-Road Look, пропонуючи більше міці, придатна для їзди по бездоріжжю. Остання версія доступна з системою повного приводу. 
Версія City Look представлена у Pop, Pop Star та Lounge комплектаціях. Версія Off-Road Look доступна у двох комплектаціях: Cross та Cross Plus. Модель Pop їздить на сталевих дисках, але завдяки електроприводу вікон і дзеркал, механічному кондиціонеру повітря та круїз-контролю, її не можна назвати базовою. Моделі Pop Star дістались: 17-дюймові литі диски, клімат-контроль, сенсори паркування та сенсорний екран з Bluetooth. Модель Lounge додасть: 18-дюймові диски, систему супутникової навігації та тоноване скло. Обидві моделі Off-Road Look постачаються з більш масивними бамперами, матовими хромованими елементами екстер’єру та рейлінгами даху. Модель Cross окремо пропонує: 17-дюймові литі диски, автоматичний клімат-контроль, круїз-контроль, протитуманні фари з віражною функцією, систему старт/стоп та 5-дюймовий сенсорний екран. Модель Cross Plus отримала: біксенонові головні фари, систему супутникової навігації, функцію доступу без ключа та 18-дюймові литі диски коліс.
500Х 2023 пропонує 7,0-дюймовий сенсорний екран інформаційно-розважальної системи Uconnect від Fiat зі стандартними Android Auto та Apple CarPlay.

## Двигуни
| Модель                    | Об'єм см³ | Циліндри/ Клапани | Потужність кВт (к.с.) при об/хв | Крутний мемент Нм при об/хв |           |           |           |
| Бензинові                 | Бензинові | Бензинові         | Бензинові                       | Бензинові                   | Бензинові | Бензинові | Бензинові |
| ------------------------- | --------- | ----------------- | ------------------------------- | --------------------------- | --------- | --------- | --------- |
| FCA 1,0 л GSE             | 999       | 3/12              | 88 (120) / 5750                 | 190 / 1750                  |           |           |           |
| FCA 1,3 л GSE             | 1332      | 4/16              | 132 (180) / 5750                | 270 / 1850                  |           |           |           |
| Fiat 1,4 л FIRE           | 1368      | 4/16              | 103 (140) / 5000                | 230 / 1750                  |           |           |           |
| Fiat 1,4 л FIRE           | 1368      | 4/16              | 125 (170) / 5500                | 250 / 2500                  |           |           |           |
| Chrysler 2,4 л Tigershark | 2360      | 4/16              | 137 (186) / 6400                | 240 / 4400                  |           |           |           |
| Дизельні                  |           |                   |                                 |                             |           |           |           |
| Fiat 1,3 л MultiJet2      | 1248      | 4/16              | 70 (95) / 3750                  | 200 / 1500                  |           |           |           |
| Fiat 1,6 л MultiJet2      | 1598      | 4/16              | 88 (120) / 3750                 | 320 / 1750                  |           |           |           |
| Fiat 2,0 л MultiJet2      | 1956      | 4/16              | 103 (140) / 3750                | 350 / 1750                  |           |           |           |
| Газові                    |           |                   |                                 |                             |           |           |           |
| Fiat 1,6 л E.torq         | 1598      | 4/16              | 81 (110) / 5500                 | 152 / 4500                  |           |           |           |
| Fiat 1,8 л E.torq         | 1747      | 4/16              | 98 (132) / 5250                 | 185 / 4500                  |           |           |           |

## Продажі
| рік  | Європа  | Італія | Франція | США    | Канада |
| ---- | ------- | ------ | ------- | ------ | ------ |
| 2014 | 135     |        |         |        |        |
| 2015 | 74,262  | 32,579 | 11,644  | 9,463  | 609    |
| 2016 | 104,931 | 46,233 | 8,353   | 12,599 | 766    |
| 2017 | 90,049  | 45,789 | 13,060  | 7,665  | 856    |
| 2018 | 94,960  | 49,931 | 15,055  | 5,223  | 79     |
| 2019 | 89,361  | 42,554 | 1,325   | 2,519  | 50     |
| 2020 | 58,853  | 31,831 |         | 1,444  | 35     |
| 2021 | 53,826  | 32,982 |         | 1,180  |        |
| 2022 | 34,600  |        |         |        |        |